# Еркингер V фон Магенхайм
Еркингер V фон Магенхайм (на немски: Erkinger V von Magenheim; † сл. 1294 или 15 април 1308) е германски благородник, господар на Магенхайм при Клеброн в Баден-Вюртемберг.
Той е син на Еркингер IV фон Магенхайм († 1287) и съпругата му Гута фон Ритберг († сл. 1279). Брат е на Улрих I фон Магенхайм († сл. 1302). Брат или полубрат е и на Юта фон Магенхайм († сл. 1319), омъжена сл. 1287 г. за Хайнрих II фон Флекенщайн-Финстинген († 1309/1312), които имат син Хайнрих VI фон Флекенщайн (VII), господар на Магенхайм-Байнхайм († 1347).
Господството Нидермагенхайм с Бракенхайм е разделено през 1303 г. след смъртта на брат му Урих фон Магенхайм на половина с графовете фон Хоенберг, които го продават на Вюртемберг. Другата половина е продадена едва през 1367 г. на Вюртемберг, понеже собствеността е поделена между пет сина.
През 1367 г. господарите фон Магенхайм се отказват в полза на граф Еберхард II фон Вюртемберг († 1392) от собствеността си на замък Нидермагенхайм с половината на Бракенхайм и половината от Клеброн. През края на 14 век последните от рода (Еркингер „Богатия“ и Цайзолф) подаряват голяма част от собствеността си на град Хайлброн. Родът дарява множество олтари в Хайлброн. Родът измира през ранния 15 век.

## Фамилия
Еркингер V фон Магенхайм се жени за Анна? фон Шауенбург († сл. 1308) и има седем деца:
- Еркингер VI фон Магенхайм († сл. 1309), женен за фон Тюбинген-Бьоблинген?
- Улрих фон Магенхайм († сл. 1296), женен за фон Тюбинген?
- Йохан фон Магенхайм
- Фридрих фон Магенхайм
- Мария фон Магенхайм, омъжена за Ото фон Хоенберг
- Теодерих фон Магенхайм
- Юта фон Магенхайм, омъжена за Еберхард Пулер фон Хоенбург

Еркингер V фон Магенхайм има по друг източник две дъщери:
- ? Мария фон Магенхайм († 18 октомври 1321), омъжена на 10 ноември 1290 г. (папското разрешение) за граф Ото I фон Хоенберг-Наголд († 12 юли 1299). По друг източник тя е дъщеря на брат му Урих I фон Магенхайм († сл. 1302)
- ? Ирменгард фон Магенхайм († сл. 1292), омъжена за Конрад I фон Франкенщайн († сл. 1292)